# Гейтсхед (остров)

Остров Гейтсхед (на английски: Gateshead Island) е 76-ият по големина остров в Канадския арктичен архипелаг. Площта му е 220 км2, която му отрежда 105-о място сред островите на Канада. Административно принадлежи към канадската територия Нунавут. Необитаем.
Остров Гейтсхед е най-големият от групата от 45 малки острова, разположени в южния вход на протока Макклинток и в западната част на залива Ларсен, заключен между остров Принц Уелски на север, п-ов Бутия на изток, остров Кинг Уилям на ют и остров Виктория на запад. Гейтсхед отстои от всички тях съответно на 88 км на югозапад от Принц Уелски, на 133 км на запад от Бутия, на 105 км на северозапад от Кинг Уилям и на 38 км на североизток от п-ов Колинсън на остров Виктория, като в протока между тях се намира малкия остров Tinguayalik.
Бреговата линия с дължина 129 км е силно разчленена, с множество малки заливи и полуострови. Дължината му е 30 км, а максималната му ширина – 18 км.
Релефът на острова е равнинен, изпъстрен със стотици малки езера и отделни ниски височини с максимална височина до 41 м на малък полуостров в най-източната част на острова. Гейтсхед е обиталище на голяма колония от бели мечки.
Островът е открит през май 1853 г. от участници в британската полярна експедиция, възглавявана от сър Ричард Колинсън, изпратена да търси изчезналата експедиция на Джон Франклин.